# Czaje-Bagno
Czaje-Bagno – wieś w Polsce położona w województwie podlaskim, w powiecie wysokomazowieckim, w gminie Ciechanowiec.
W latach 1975–1998 miejscowość administracyjnie należała do województwa łomżyńskiego.
Wieś leży na terenie dawnej Puszczy Nureckiej, rozciągającej się od Nurca przez Koryciny i dalej w kierunku Siemiatycz.
We wsi funkcjonują:
- zakład dekarsko-murarski
- zakład krawiecki
- komis samochodów używanych oraz części zamiennych

Wierni kościoła rzymskokatolickiego należą do parafii pw. św. Stanisława Biskupa i Męczennika w Pobikrach.